# Listă de conducători de stat din 716
712 - 713 - 714 - 715 - 716 - 717 - 718 - 719 - 720
Aceasta este o listă a conducătorilor de stat din anul 716:

## Europa
- Anglia, statul anglo-saxon Northumbria: Osred I (rege, 705-716) și Cenred (rege, 716-718)
- Anglia, statul anglo-saxon East England: Aelfwald (Alfwold) (rege, 713?-749)
- Anglia, statul anglo-saxon Essex: Saelred și Swaefberht (Swebert) (regi, 708/709-746)
- Anglia, statul anglo-saxon Kent: Wihtred (rege, 694-725)
- Anglia, statul anglo-saxon Mercia: Ceolred (rege, 709-716) și Ethelbald (rege, 716-757)
- Anglia, statul anglo-saxon Sussex: Nunna (Nothelm) și Watt (regi, după 692-725) și Aethelstan (rege, după 714) (?)
- Anglia, statul anglo-saxon Wessex: Ine (rege, 688-726)
- Bavaria: Theodo I (duce din dinastia Agilolfingilor, c. 680-716), Theodebert (duce din dinastia Agilolfingilor, c. 702-719), Theodebald (duce din dinastia Agilolfingilor, c. 711-719), Theodo al II-lea (duce din dinastia Agilolfingilor, ???-716) și Grimoald (duce din dinastia Agilolfingilor, c. 716-725)
- Benevento: Romuald al II-lea (duce, 706-732)
- Bizanț: Teodosiu al III-lea (împărat, 715-717)
- Bulgaria: Tervel (han, 700-721)
- Francii din Neustria și Burgundia: Chilperich al II-lea (rege din dinastia Merovingiană, 715-716; ulterior, rege al francilor, 719-721)
- Friuli: Pemmo (duce, 706-739)
- Gruzia, statul Khartlia (Iberia): Guaram al III-lea (suveran, 693-cca. 748)
- Longobarzii: Liutprand (rege, 712-744)
- Neapole: Ioan I (duce bizantin, 710/711-718/719)
- Ravenna: Scolasticus (exarh, 713-726)
- Scoția, statul picților: Nechtan al IV-lea (rege, 706-724, 728-729)
- Scoția, statul celt Dalriada: Selbach (rege, 700-723)
- Spoleto: Faroald al II-lea (duce, 703-724)
- Statul papal: Grigore al II-lea (papă, 715-731)
- Veneția: Paulicius (patriciu, 697-717)

## Asia

### Orientul Apropiat
- Bizanț: Teodosiu al III-lea (împărat, 715-717)
- Califatul omeiad: Sulaiman ibn al-Malik (calif din dinastia Maruanizilor, 715-717)

### Orientul Îndepărtat
- Cambodgia, statul Tjampa: Vikrantavarman al II-lea (rege din a patra dinastie, 686?-731?)
- China: Huanzong (împărat din dinastia Tang, 712-756)
- Coreea, statul Silla: Songdok (Hunggwang) (rege din dinastia Kim, 702-737)
- India, statul Chalukya: Vijayaditya (rege, 696-733/734)
- India, statul Chalukya răsăriteană: Vișnuvaradhana al III-lea (rege, 709-746)
- India, statul Pallava: Narasimhavarman al II-lea (rege din a doua dinastie, 680-720)
- Kashmir: Lalitaditya I (Muktapida) (rege, 695-732)
- Japonia: Genșo (împărăteasă, 715-724)
- Nepal: Nandadeva (rege din dinastia Thakuri, 711-724) și Șivadeva al III-lea (Viradeva, Paramabhattaraka Maharajadhiraja) (rege din dinastia Thakuri, 714/724-740)
- Sri Lanka: Kașyapa al III-lea (rege din dinastia Silakala, 709-716) și Mahinda I (rege din dinastia Silakala, 716-719)
- Tibet: Mes-ag-ts'oms (chos-rgyal, 704-754/755)